# The Gift
The Gift — шостий студійний альбом англійської групи The Jam, який був випущений 12 березня 1982 року.

## Композиції
1. Happy Together — 2:51
2. Ghosts — 2:11
3. Precious — 4:13
4. Just Who Is the 5 O'Clock Hero? — 2:15
5. Trans-Global Express — 3:59
6. Running on the Spot — 3:06
7. Circus — 2:11
8. The Planner's Dream Goes Wrong — 2:19
9. Carnation — 3:28
10. Town Called Malice — 2:55
11. The Gift — 3:08

## Учасники запису
- Пол Веллер — вокал, гітара, клавішні
- Брюс Фокстон — бас
- Рік Баклер — ударні

## Чарти
| Чарт (1982)                    | Найвища позиція |
| ------------------------------ | --------------- |
| Australian (Kent Music Report) | 23              |